# Kľúčovec
Kľúčovec est un village de Slovaquie situé dans la région de Trnava.

## Histoire
Première mention écrite du village en 1252.

## Démographie

### Évolution de la population
| Année:               | 1994. | 2004.   | 2014.   | 2024.   |
| -------------------- | ----- | ------- | ------- | ------- |
| Nombre de personnes: | 359   | 387     | 365     | 345     |
| Différence:          |       | +7,79 % | -5,68 % | -5,47 % |

| Année:               | 2023. | 2024.   |
| -------------------- | ----- | ------- |
| Nombre de personnes: | 348   | 345     |
| Différence:          |       | -0,86 % |